# میان-همبستگی

مقایسه دیداری هم‌گشت، میان-همبستگی، و خودهمبستگی. برای عملیاتی که تابع f را درگیر می‌کنند، و با این فرض که ارتفاع f برابر ۱٫۰ است، مقدار نتیجه در ۵ نقطه متفاوت توسط مناطق حاشور خورده زیر هر نقطه نشان‌داده شده‌است. همچنین تقارن عمودی برای f همان دلیلی است که و در این مثال یکسان هستند.

میان-همبستگی (به انگلیسی: cross-correlation) در پردازش سیگنال، نوعی «اندازه شباهت» برای دو سری، به عنوان تابعی از «جابجایی» یکی نسبت به دیگری است. به میان-همبستگی، ضرب نقطه‌ای کشویی یا ضرب داخلی کشویی هم گفته می‌شود. از این روش معمولاً برای جستجوی یک سیگنال بزرگ برای یافتن یک سیگنال کوچکتر (که به آن ویژگی (به انگلیسی: feature) گفته می‌شود) استفاده می‌شود. این روش در بازشناخت الگو، تحلیل ذره منفرد، برش‌نگاری الکترون، متوسط‌گیری، تحلیل رمز و نوروفیزیولوژی کاربردهایی دارد. میان-همبستگی در طبیعت خود شباهت‌هایی با هم‌گشت دو تابع دارد. در خودهمبستگی، که میان-همبستگی یک سیگنال با خودش است، در تأخیر صفر، همیشه یک قله (پیک) وجود دارد، و اندازه آن همان انرژی سیگنال است.
در احتمالات و آمار، اصطلاح میان-همبستگی به همبستگی بین دو موجودیت از بردارهای تصادفی {\displaystyle \mathbf {X} } و {\displaystyle \mathbf {Y} } اشاره دارد، درحالیکه همبستگی برای یک بردار تصادفی {\displaystyle \mathbf {X} } همان همبستگی بین موجودیت‌های خود {\displaystyle \mathbf {X} } است، که ماتریس همبستگی {\displaystyle \mathbf {X} } را تشکیل می‌دهد. اگر هرکدام از {\displaystyle \mathbf {X} } و {\displaystyle \mathbf {Y} } یک متغیر تصادفی نرده‌ای باشد، که این موضوع در سری‌های زمانی مکرر رخ می‌دهد، آنوقت همبستگی نمونه‌های زمانی مختلف {\displaystyle \mathbf {X} } را با نام خودهمبستگی {\displaystyle \mathbf {X} } می‌شناسیم، و میان-همبستگی {\displaystyle \mathbf {X} } با {\displaystyle \mathbf {Y} } در طول زمان همان میان-همبستگی زمانی است. در احتمالات و آمار، تعریف همبستگی همیشه شامل یک عامل استانداردسازی است به این شیوه که مقادیر همبستگی‌ها باید بین -۱ و +۱ باشد.
اگر {\displaystyle X} و {\displaystyle Y} دو متغیر تصادفی مستقل با توابع چگالی احتمال {\displaystyle f} و {\displaystyle g} به ترتیب باشند، آنوقت چگالی احتمال تفریق {\displaystyle Y-X} به صورت صوری توسط میان-همبستگی {\displaystyle f\star g} معرفی می‌شود (در مفهوم پردازش سیگنال)؛ با این حال، از این اصطلاحات در احتمالات و آمار استفاده نمی‌شود. در مقابل، هم‌گشت {\displaystyle f*g} (معادل میان-همبستگی {\displaystyle f(t)} و {\displaystyle g(-t)}) برابر تابع چگالی احتمال برای مجموع {\displaystyle X+Y} است.

## میان-همبستگی برای سیگنال‌های قطعی
برای توابع پیوسته {\displaystyle f} و {\displaystyle g}، میان-همبستگی به این صورت تعریف می‌شود:
| {\displaystyle (f\star g)(\tau )\ \triangleq \int _{-\infty }^{\infty }{\overline {f(t)}}g(t+\tau )\,dt} | \| \| \| \| \| \| \| \| | ( Eq.1 ) |
| |                         |          |
| |                         |          |

که معادل است با
{\displaystyle (f\star g)(\tau )\ \triangleq \int _{-\infty }^{\infty }{\overline {f(t-\tau )}}g(t)\,dt}
که در آن {\displaystyle {\overline {f(t)}}} به مزدوج مختلط {\displaystyle f(t)} اشاره دارد، و {\displaystyle \tau } همان جابجایی است که به آن تأخیر (lag) هم گفته می‌شود (یک ویژگی در {\displaystyle f} در زمان {\displaystyle t} در {\displaystyle g} در زمان {\displaystyle t+\tau } اتفاق می‌افتد).
اگر {\displaystyle f} و {\displaystyle g} هر دو توابعی متناوب پیوسته با دوره تناوب {\displaystyle T} باشند، انتگرال از {\displaystyle -\infty } تا {\displaystyle \infty } را می‌توان با انتگرال در هر بازه {\displaystyle [t_{0},t_{0}+T]} با طول {\displaystyle T} جایگزین کرد:
| {\displaystyle (f\star g)(\tau )\ \triangleq \int _{t_{0}}^{t_{0}+T}{\overline {f(t)}}g(t+\tau )\,dt} | \| \| \| \| \| \| \| \| | (Eq.2 ) |
| |                         |         |
| |                         |         |

که معادل است با
{\displaystyle (f\star g)(\tau )\ \triangleq \int _{t_{0}}^{t_{0}+T}{\overline {f(t-\tau )}}g(t)\,dt}
به صورت مشابه، برای توابع گسسته، میان-همبستگی به این صورت تعریف می‌شود:
| {\displaystyle (f\star g)[n]\ \triangleq \sum _{m=-\infty }^{\infty }{\overline {f[m]}}g[m+n]} | \| \| \| \| \| \| \| \| | ( Eq.3 ) |
|                                                                                                |                         |          |
|                                                                                                |                         |          |

که معادل است با
{\displaystyle (f\star g)[n]\ \triangleq \sum _{m=-\infty }^{\infty }{\overline {f[m-n]}}g[m]}.
برای توابع گسسته محدود {\displaystyle f,g\in \mathbb {C} ^{N}}، میان-همبستگی (دایره‌وار) به این صورت تعریف می‌شود:
| {\displaystyle (f\star g)[n]\ \triangleq \sum _{m=0}^{N-1}{\overline {f[m]}}g[(m+n)_{{\text{mod}}~N}]} | \| \| \| \| \| \| \| \| | (Eq.4 ) |
| |                         |         |
| |                         |         |

که معادل است با
{\displaystyle (f\star g)[n]\ \triangleq \sum _{m=0}^{N-1}{\overline {f[(m-n)_{{\text{mod}}~N}]}}g[m]}.
برای توابع گسسته محدود {\displaystyle f\in \mathbb {C} ^{N}}, {\displaystyle g\in \mathbb {C} ^{M}}، میان-همبستگی هسته‌ای به این صورت تعریف می‌شود:
| {\displaystyle (f\star g)[n]\ \triangleq \sum _{m=0}^{N-1}{\overline {f[m]}}K_{g}[(m+n)_{{\text{mod}}~N}]} | \| \| \| \| \| \| \| \| | ( Eq.5 ) |
| |                         |          |
| |                         |          |

که در آن {\displaystyle K_{g}=[k(g,T_{0}(g)),k(g,T_{1}(g)),\dots ,k(g,T_{N-1}(g))]} یک بردار از توابع هسته‌ای {\displaystyle k(\cdot ,\cdot )\colon \mathbb {C} ^{M}\times \mathbb {C} ^{M}\to \mathbb {R} } است و {\displaystyle T_{i}(\cdot )\colon \mathbb {C} ^{M}\to \mathbb {C} ^{M}} یک تبدیل همگر (آفین) است.
بخصوص، {\displaystyle T_{i}(\cdot )} می‌تواند یک تبدیل ترجمه دایره‌ای، تبدیل دورانی، یا تبدیل مقداری یا غیره باشد. میان-همبستگی هسته‌ای دارد میان-همبستگی را از فضای خطی به فضای هسته گسترش می‌دهد. میان-همبستگی معادل ترجمه است، میان-همبستگی هسته‌ای معادل هر تبدیل همگر (آفین) است، که شامل ترجمه، دوران، و مقیاس‌دهی و غیره است.

### شرح
به عنوان مثال، دو تابع با مقدار حقیقی {\displaystyle f} و {\displaystyle g} را در نظر بگیرید که فقط به اندازه یک انتقال ناشناخته در طول محور x با هم تفاوت دارند. می‌توان از میان-همبستگی استفاده کرد تا این موضوع را یافت که چقدر باید {\displaystyle g} را در طول محور x انتقال داد تا آن را با {\displaystyle f} یکسان‌سازی کرد. فرمول به صورت اساسی تابع {\displaystyle g} را در طول محور x می‌لغزاند، و در این بین انتگرال حاصل‌ضرب آن‌ها را در هر مکان محاسبه می‌کند. دو تابع موقعی تطابق دارند که مقدار  {\displaystyle (f\star g)} حداکثر شده باشد. این به آن دلیل است که موقعی که قله‌ها (مساحت مثبت) تراز گردند، آن‌ها مشارکت بالایی در انتگرال دارند. به صورت مشابه، موقعی که فرورفتگی‌ها (مناطق منفی) تراز شوند، آن‌ها نیز یک مشارکت مثبت در انتگرال می‌سازند، زیرا حاصل‌ضرب دو عدد منفی، مثبت است.

پویانمایی که به صورت دیداری نشان‌دهنده آن است که چگونه میان-همبستگی محاسبه می‌شود.

با توابع مختلط-مقدار {\displaystyle f} و {\displaystyle g}، و گرفتن مزدوج {\displaystyle f} اطمینان حاصل می‌شود که قله‌های تراز شده (یا فرورفتگی‌های تراز شده) با مولفه‌های موهومی در انتگرال به صورت مثبت مشارکت دارند.
در اقتصادسنجی، گاهی به میان-همبستگی تأخیری میان-خودهمبستگی (به انگلیسی: cross-autocorrelation) می‌گویند.: p. 74 

### ویژگی‌ها
- میان-همبستگی دو تابع {\displaystyle f(t)} و {\displaystyle g(t)} معادل است با هم‌گشت (با علامت {\displaystyle *}) برای {\displaystyle {\overline {f(-t)}}} و {\displaystyle g(t)}. یعنی
{\displaystyle [f(t)\star g(t)](t)=[{\overline {f(-t)}}*g(t)](t).}
- {\displaystyle [f(t)\star g(t)](t)=[{\overline {g(t)}}\star {\overline {f(t)}}](-t).}
- اگر {\displaystyle f} یک تابع هرمیتی باشد، آنوقت {\displaystyle f\star g=f*g.}
- اگر هر دو {\displaystyle f} و {\displaystyle g} هرمیتین باشند، آنوقت {\displaystyle f\star g=g\star f}.
- {\displaystyle \left(f\star g\right)\star \left(f\star g\right)=\left(f\star f\right)\star \left(g\star g\right)}.
- مشابه قضیه هم‌گشت، میان-همبستگی این رابطه را برآورده می‌کند:
{\displaystyle {\mathcal {F}}\left\{f\star g\right\}={\overline {{\mathcal {F}}\left\{f\right\}}}\cdot {\mathcal {F}}\left\{g\right\},}

که در آن {\displaystyle {\mathcal {F}}} همان تبدیل فوریه است، و {\displaystyle {\overline {f}}} دوباره به مزدوج مختلط {\displaystyle f} اشاره دارد، زیرا {\displaystyle {\mathcal {F}}\left\{{\overline {f(-t)}}\right\}={\overline {{\mathcal {F}}\left\{f(t)\right\}}}}. اگر این موضوع همراه با الگوریتم‌های تبدیل فوریه سریع استفاده شود، از این ویژگی معمولاً برای محاسبات عددی کارا برای میان-همبستگی بهره‌برداری می‌شود.[۹] (میان-همبستگی مدور را ببینید).
- میان-همبستگی با چگالی طیفی مرتبط است (قضیه وینر-خینشین را ببینید).
- میان-همبستگی برای هم‌گشت {\displaystyle f} و {\displaystyle h} با یک تابع {\displaystyle g} همان هم‌گشت برای میان-همبستگی {\displaystyle g} و {\displaystyle f} با هسته {\displaystyle h} است:
{\displaystyle g\star \left(f*h\right)=\left(g\star f\right)*h}.

## میان-همبستگی برای بردارهای تصادفی

### تعریف
برای بردارهای تصادفی {\displaystyle \mathbf {X} =(X_{1},\ldots ,X_{m})^{\rm {T}}} و {\displaystyle \mathbf {Y} =(Y_{1},\ldots ,Y_{n})^{\rm {T}}}، که هرکدام شامل عناصر تصادفی است که مقدار چمداشتی و واریانس آن‌ها موجود است، ماتریس میان-همبستگی برای {\displaystyle \mathbf {X} } و {\displaystyle \mathbf {Y} } به این صورت تعریف می‌شود: p.337 
| {\displaystyle \operatorname {R} _{\mathbf {X} \mathbf {Y} }\triangleq \ \operatorname {E} \left[\mathbf {X} \mathbf {Y} ^{\rm {T}}\right]} | \| \| \| \| \| \| \| \| | (Eq.3 ) |
| |                         |         |
| |                         |         |

و که ابعاد دارد. اگر به صورت مولفه‌وار بخواهیم بنویسیم:
{\displaystyle \operatorname {R} _{\mathbf {X} \mathbf {Y} }={\begin{bmatrix}\operatorname {E} [X_{1}Y_{1}]&\operatorname {E} [X_{1}Y_{2}]&\cdots &\operatorname {E} [X_{1}Y_{n}]\\\\\operatorname {E} [X_{2}Y_{1}]&\operatorname {E} [X_{2}Y_{2}]&\cdots &\operatorname {E} [X_{2}Y_{n}]\\\\\vdots &\vdots &\ddots &\vdots \\\\\operatorname {E} [X_{m}Y_{1}]&\operatorname {E} [X_{m}Y_{2}]&\cdots &\operatorname {E} [X_{m}Y_{n}]\end{bmatrix}}}
لازم نیست بردارهای {\displaystyle \mathbf {X} } و {\displaystyle \mathbf {Y} } ابعاد یکسانی داشته باشند، و حتی می‌توانند یک مقدار اسکالر (نرده‌ای) باشند.

### مثال
برای مثال، اگر {\displaystyle \mathbf {X} =\left(X_{1},X_{2},X_{3}\right)^{\rm {T}}} و {\displaystyle \mathbf {Y} =\left(Y_{1},Y_{2}\right)^{\rm {T}}} بردارهای تصادفی باشند، آنوقت {\displaystyle \operatorname {R} _{\mathbf {X} \mathbf {Y} }} یک ماتریس {\displaystyle 3\times 2} بعدی است که در آن عنصر {\displaystyle (i,j)}-ام برابر {\displaystyle \operatorname {E} [X_{i}Y_{j}]} است.

### تعریف برای بردارهای تصادفی مختلط
اگر {\displaystyle \mathbf {Z} =(Z_{1},\ldots ,Z_{m})^{\rm {T}}} و {\displaystyle \mathbf {W} =(W_{1},\ldots ,W_{n})^{\rm {T}}} بردارهای تصادفی مختلط باشند، که هرکدام شامل متغیرهای تصادفی باشند که مقدار چشمداشتی و واریانس آن‌ها موجود باشد، ماتریس میان-همبستگی برای {\displaystyle \mathbf {Z} } و {\displaystyle \mathbf {W} } به این صورت تعریف می‌شود
{\displaystyle \operatorname {R} _{\mathbf {Z} \mathbf {W} }\triangleq \ \operatorname {E} [\mathbf {Z} \mathbf {W} ^{\rm {H}}]}
که در آن {\displaystyle {}^{\rm {H}}} نشان‌دهنده ترانهاد هرمیتین است.

## میان-همبستگی برای فرایندهای تصادفی
در تحلیل سری زمانی و آمار، میان-همبستگی برای یک جفت از فرایندهای تصادفی برابر همبستگی بین مقادیر فرایندها در زمان‌های متفاوت، به عنوان یک تابع از دو زمان است. اگر فرض کنیم {\displaystyle (X_{t},Y_{t})} یک جفت از فرایندهای تصادفی باشد، و {\displaystyle t} هر نقطه در زمان باشد ({\displaystyle t} برای فرایندهای زمان-گسسته می‌تواند عدد صحیح باشد یا برای یک فرایند زمان-پیوسته می‌تواند یک عدد حقیقی باشد). آنوقت {\displaystyle X_{t}} یک مقدار (یا تحقق) است که توسط یک اجرای معین از فرایند در زمان {\displaystyle t} ایجاد شده‌است.

### تابع میان-همبستگی
فرض کنید که فرایند دارای میانگین‌های {\displaystyle \mu _{X}(t)} و {\displaystyle \mu _{Y}(t)} نیز واریانس‌های {\displaystyle \sigma _{X}^{2}(t)} و {\displaystyle \sigma _{Y}^{2}(t)} در زمان {\displaystyle t} برای هر {\displaystyle t} باشد. آنوقت تعریف میان-همبستگی بین زمان‌های {\displaystyle t_{1}} و {\displaystyle t_{2}} به این صورت است: p.392 
| {\displaystyle \operatorname {R} _{XY}(t_{1},t_{2})\triangleq \ \operatorname {E} \left[X_{t_{1}}{\overline {Y_{t_{2}}}}\right]} | \| \| \| \| \| \| \| \| | ( Eq.4 ) |
| |                         |          |
| |                         |          |

که در آن {\displaystyle \operatorname {E} } همان عملگر مقدار چشمداشتی است. توجه کنید که این عبارت ممکن است تعریف نشده باشد.
با تفریق میانگین قبل از ضرب، منجر به ایجاد میان-کوواریانس بین زمان‌های {\displaystyle t_{1}} و {\displaystyle t_{2}} می‌شود:: p.392 
| {\displaystyle \operatorname {K} _{XY}(t_{1},t_{2})\triangleq \ \operatorname {E} \left[\left(X_{t_{1}}-\mu _{X}(t_{1})\right){\overline {(Y_{t_{2}}-\mu _{Y}(t_{2}))}}\right]} | \| \| \| \| \| \| \| \| | ( Eq.5 ) |
| |                         |          |
| |                         |          |

توجه کنید که این عبارت برای همه سری‌های زمانی و فرایندها خوش-تعریف نیست، زیرا میانگین یا واریانس ممکن است موجود نباشد.

### تعریف برای فرایندهای تصادفی در مفهوم گسترده مانا
فرض کنید {\displaystyle (X_{t},Y_{t})} نمایش‌دهنده یک جفت از فرایندهای تصادفی باشد که به صورت متصل مانای با مفهوم گسترده اند. آنوقت تابع میان-کوواریانس و تابع میان-همبستگی به این صورت معین می‌شوند.

#### تابع میان-همبستگی
| {\displaystyle \operatorname {R} _{XY}(\tau )\triangleq \ \operatorname {E} \left[X_{t}{\overline {Y_{t+\tau }}}\right]} | \| \| \| \| \| \| \| \| | ( Eq.6 ) |
| |                         |          |
| |                         |          |

یا به صورت معادل
{\displaystyle \operatorname {R} _{XY}(\tau )=\operatorname {E} \left[X_{t-\tau }{\overline {Y_{t}}}\right]}

#### تابع میان-کوواریانس
| {\displaystyle \operatorname {K} _{XY}(\tau )\triangleq \ \operatorname {E} \left[\left(X_{t}-\mu _{X}\right){\overline {\left(Y_{t+\tau }-\mu _{Y}\right)}}\right]} | \| \| \| \| \| \| \| \| | ( Eq.7 ) |
| |                         |          |
| |                         |          |

یا به صورت معادل
{\displaystyle \operatorname {K} _{XY}(\tau )=\operatorname {E} \left[\left(X_{t-\tau }-\mu _{X}\right){\overline {\left(Y_{t}-\mu _{Y}\right)}}\right]}
که در آن {\displaystyle \mu _{X}} و {\displaystyle \sigma _{X}} برابر میانگین و انحراف معیار برای فرایند {\displaystyle (X_{t})} هستند، که این مقادیر به علت مانا بودن در زمان ثابت اند؛ و به صورت مشابه برای {\displaystyle (Y_{t})}، به همان ترتیب. شکست در تجزیه (خطای نحوی): {\displaystyle \operatorname{E}[\]}
 نشان‌دهنده مقدار چشمداشتی است. این موضوع که میان-همبستگی و میان-کوواریانس از {\displaystyle t} مستقل‌اند، دقیقاً یک اطلاعات اضافی است (فرای این موضوع که به صورت منفرد با مفهوم گسترده مانا هستند) این موضوع توسط این نیازمندی منتقل می‌شود که {\displaystyle (X_{t},Y_{t})} دارای ویژگی مانای با مفهوم گسترده متصل است.
میان-همبستگی برای یک جفت از فرایندهای تصادفی متصل با مفهوم گسترده مانا را توسط میانگین‌گیری ضرب نمونه‌های اندازه‌گیری شده از یک فرایند و نمونه‌های اندازه‌گیری شده از دیگری (و انتقال زمانی آن) قابل تخمین است. نمونه‌های موجود در میانگین می‌تواند یک زیرمجموعه دلخواه از از همه نمونه‌های سیگنال باشد (مثلا نمونه‌های موجود در یک پنجره زمانی محدود یا یک زیرنمونه‌گیری از یکی از سیگنال‌ها). برای تعداد بالایی از نمونه‌ها، این میانگین به میان-همبستگی درست همگرا می‌شود.

### نرمال‌سازی
این موضوع در بعضی از رشته‌ها (مثل آمار و تحلیل سری زمانی) معمول است که تابع میان-همبستگی را نرمال‌سازی کنند، تا به یک ضریب همبستگی پیرسون وابسته به زمان برسیم. با این حال، در رشته‌های دیگر (مثل مهندسی) از نرمال‌سازی معمولاً صرف‌نظر می‌شود، و اصطلاح‌های «میان-همبستگی» و «میان-کوواریانس» به جای هم به کار می‌روند.
تعریف میان-همبستگی نرمال‌سازی شده برای یک فرایند تصادفی به این صورت است
{\displaystyle \rho _{XX}(t_{1},t_{2})={\frac {\operatorname {K} _{XX}(t_{1},t_{2})}{\sigma _{X}(t_{1})\sigma _{X}(t_{2})}}={\frac {\operatorname {E} \left[\left(X_{t_{1}}-\mu _{t_{1}}\right){\overline {\left(X_{t_{2}}-\mu _{t_{2}}\right)}}\right]}{\sigma _{X}(t_{1})\sigma _{X}(t_{2})}}}.
اگر تابع {\displaystyle \rho _{XX}} خوش-تعریف باشد، باید مقدار آن در بازه {\displaystyle [-1,1]} بیافتد که در آن ۱ نشان‌دهنده همبستگی کامل و -۱ نشان‌دهنده ضد-همبستگی کامل است.
برای فرایندهای تصادفی با مفهوم گسترده مانا، تعریف اینگونه است
{\displaystyle \rho _{XY}(\tau )={\frac {\operatorname {K} _{XY}(\tau )}{\sigma _{X}\sigma _{Y}}}={\frac {\operatorname {E} \left[\left(X_{t}-\mu _{X}\right){\overline {\left(Y_{t+\tau }-\mu _{Y}\right)}}\right]}{\sigma _{X}\sigma _{Y}}}}.
نرمال‌سازی مهم است زیرا هم تفسیرکردن خودهمبستگی به صورت یک همبستگی یک اندازه قدرت وابستگی آماری بدون مقیاس فراهم می‌کند، و هم به این دلیل که نرمال‌سازی تأثیراتی روی ویژگی‌های آماری خودهمبستگی تخمین‌زده شده دارد.

### ویژگی‌ها

#### ویژگی تقارن
برای فرایندهای تصادفی با مفهوم گسترده مانای متصل، تابع میان-همبستگی دارای این ویژگی ویژگی تقارن است:: p.173 
{\displaystyle \operatorname {R} _{XY}(t_{1},t_{2})={\overline {\operatorname {R} _{YX}(t_{2},t_{1})}}}
به همان ترتیب برای فرایندهای WSS متصل:
{\displaystyle \operatorname {R} _{XY}(\tau )={\overline {\operatorname {R} _{YX}(-\tau )}}}

## تحلیل تأخیر زمانی
میان-همبستگی‌ها برای تعیین تأخیر زمانی بین دو سیگنال مفید اند، مثل برای تعیین تأخیر زمانی برای انتشار سیگنالهای صوتی در صول یک آرایه میکروفنی. بعد از محاسبه میان-همبستگی بین دو سیگنال، ماکزیمم (یا مینیمم اگر سیگنال‌ها به صورت منفی همبسته باشند) برای تابع میان-همبستگی، نشان‌دهنده نقطه‌ای در زمان است که سیگنال‌ها به صورت بهینه تراز شده‌اند؛ یعنی تأخیر زمانی بین دو سیگنال توسط آرگومان ماکزیمم، یا arg max برای میان-همبستگی تعیین می‌شود، مثلاً در
{\displaystyle \tau _{\mathrm {delay} }={\underset {t\in \mathbb {R} }{\operatorname {arg\,max} }}((f\star g)(t))}

## اصطلاح‌شناسی در پردازش تصویر

### میان-همبستگی صفر-نرمال‌سازی شده (ZNCC)
برای کاربردهای پردازش تصویر، که در آن روشنایی تصویر و الگو می‌توانند به علت نوردهی یا معرض‌قرارگیری تغییر کنند، می‌توان تصاویر را از اول نرمال‌سازی کرد. این موضوع معمولاً در هر گام با تفریق میانگین و تقسیم بر انحراف معیار انجام می‌شود؛ یعنی، میان-همبستگی یک الگو {\displaystyle t(x,y)} با یک زیرتصویر {\displaystyle f(x,y)} به این صورت است
{\displaystyle {\frac {1}{n}}\sum _{x,y}{\frac {1}{\sigma _{f}\sigma _{t}}}\left(f(x,y)-\mu _{f}\right)\left(t(x,y)-\mu _{t}\right)}.
که در آن {\displaystyle n} برابر تعداد پیکسل‌ها در {\displaystyle t(x,y)} و {\displaystyle f(x,y)} است و {\displaystyle \mu _{f}} برابر میانگین {\displaystyle f} و {\displaystyle \sigma _{f}} برابر انحراف معیار {\displaystyle f} است.
در اصطلاح آنالیز تابعی، این موضوع را می‌توان به صورت ضرب نقطه‌ای دو بردار نرمال‌سازی شده تصور کرد؛ یعنی اگر،
{\displaystyle F(x,y)=f(x,y)-\mu _{f}}
و
{\displaystyle T(x,y)=t(x,y)-\mu _{t}}
آنوقت مجموع بالا برابر است با
{\displaystyle \left\langle {\frac {F}{\|F\|}},{\frac {T}{\|T\|}}\right\rangle }
که در آن {\displaystyle \langle \cdot ,\cdot \rangle } برابر ضرب داخلی، و {\displaystyle \|\cdot \|} برابر نرم L² norm است. کوشی-شوارتز آنوقت این پیامد را دارد که برد ZNCC برابر در بازه {\displaystyle [-1,1]} است.
از این رو اگر {\displaystyle f} و {\displaystyle t} ماتریس‌های حقیقی باشند، میان-همبستگی نرمال‌سازی شده شان برابر کسینوس زاویه بین بردارهای واحد {\displaystyle F} و {\displaystyle T} است، و از این رو اگر و فقط اگر موقعی {\displaystyle 1} است که {\displaystyle F} برابر {\displaystyle T} (ضربدر یم مقدار نرده‌ای مثبت) باشد.
همبستگی نرمال‌سازی شده یکی از روش‌های استفاده شده برای تطابق الگو است، این فرایندی است که برای یافتن رخداد یک الگو، یا شیء در داخل یک تصویر استفاده می‌شود. این همچنین یک نسخه دو-بعدی برای ضریب همبستگی ضرب-گشتاوری پیرسون است.

### میان-همبستگی نرمال‌شده (NCC)
NCC مشابه ZNCC است با این تنها تفاوت که در آن مقدار میانگین محلی برای شدت‌ها تفریق نمی‌شود:
{\displaystyle {\frac {1}{n}}\sum _{x,y}{\frac {1}{\sigma _{f}\sigma _{t}}}f(x,y)t(x,y)}

## سامانه‌های غیرخطی
برای استفاده از میان-همبستگی برای سامانه‌های غیرخطی باید احتیاط کرد. در شرایط معین، که بستگی به ویژگی‌های ورودی دارد، میان-همبستگی بین ورودی و خروجی یک سامانه با داینامیک غیرخطی برای تاثیرهای غیرخطی معین می‌تواند کاملاً ناپیدا است. این موضوع به این دلیل بروز می‌کند که بعضی از گشتاورهای درجه‌دوم می‌تواند برابر صفر باشد، و این موضوع می‌تواند به صورت غیرصحیح پیشنهاد بدهد که یک «همبستگی» کم (در مفهوم وابستگی آماری) بین دو سیگنال وجود دارد، اما دو سیگنال در واقع به صورت قوی توسط دینامیک غیرخطی مرتبط هستند.